# محمد حاجي نعمان
محمد حاجي نعمان هو سياسي عراقي كردي، شغل عضوية مجلس النواب العراقي عن لواء كركوك عدة مرات خلال العهد الملكي، حيث كان عضوا في الدورات الانتخابية الخامسة والتاسعة والعاشرة والثانية عشر.
وكان أحد الناشطين في الحركة التحررية الكردية.